# ۱۴۰۴ (خورشیدی)
سال ۱۴۰۴ خورشیدی، هزار و چهارصد و چهارمین سال گاه‌شماری هجری خورشیدی است.این سال عادی است. پنجشنبه ۳۰ اسفند ۱۴۰۳ (برابر با ۲۰ مارس ۲۰۲۵) و لحظه آغاز سال، ساعت ۱۲:۳۱:۳۰ ظهر به وقت ایران آغاز شد. سرانجام آن جمعه ۲۹ اسفندساعت ۱۸:۱۶:۰۰ است.

## نام‌گذاری‌ها
- این سال در گاه‌شماری حیوانی سال مار (蛇) است.

این سال در ایران توسط سید علی خامنه‌ای رهبر جمهوری اسلامی ایران سال «سرمایه‌گذاری برای تولید» نام گذاری شده است.

## رویدادها

### فروردین
- ۱ فروردین
  - تجمعات و اعتراضات علیه جمهوری اسلامی در ساعات تحویل سال در مشهد، نیشابور و شیراز
  - زمین‌لرزه ۵ ریشتری در بادرود نطنز[۴]
- ۴ فروردین - زمین‌لرزه ۵ ریشتری هجدک راور[۵]
- ۵ فروردین - صعود تیم ملی فوتبال ایران به جام جهانی فوتبال ۲۰۲۶[۶]
- ۸ فروردین
  - زمین‌لرزه ۲۰۲۵ میانمار
  - حملهٔ نیروی انتظامی و مأموران امنیتی به تحصن حامیان قانون حجاب‌اجباری مقابل ساختمان مجلس[۷][۸]
- ۱۰ فروردین
  - هشدار و تهدید ترامپ مبنی بر بمباران ایران[۹]
  - واژگونی اتوبوس مسافربری کرمان به مشهد در محور کرمان راور و کشته‌شدن ۱۴ نفر و مصدومی ۳۰ نفر[۱۰]
- ۱۸ فروردین - گازگرفتگی در معدن زغال‌سنگ روستی مهماندویه دامغان و کشته‌شدن ۷ کارگر[۱۱]
- ۲۳ فروردین - آغاز مذاکرات هسته ای میان کشورهای ایران و آمریکا در مسقط عمان[۱۲]

### اردیبهشت
- ۱ اردیبهشت - درگذشت پاپ فرانسیس[۱۳]
- ۶ اردیبهشت - انفجار اسکله شهید رجایی بندرعباس و کشته شدن ۷۰ نفر[۱۴]
- ۹ اردیبهشت - انفجار سوله آوا نار پارسیان اصفهان[۱۵]
- ۱۳ اردیبهشت - زمین‌لرزه ۴ ریشتری در ماهدشت و آتش‌سوزی در نیروگاه قائم فردیس و و قطع برق در کرج[۱۶]
- ۱۴ اردیبهشت - آتش‌سوزی در کارخانه موتورسازی مشهد،[۱۷] آتش‌سوزی نیروگاه منتظر قائم کرج[۱۸]و آتش‌سوزی شهرک محمودآباد قم[۱۹]
- ۱۷ اردیبهشت - حملات ۲۰۲۵ هند و پاکستان[۲۰]

### خرداد
- ۱ خرداد - اعتصاب سراسری ۱۴۰۴ کامیون‌داران[۲۱]
- ۴ خرداد - قتل الهه حسین‌نژاد
- ۲۲ خرداد - سقوط پرواز ایر ایندیا ۱۷۱ با نزدیک به ۲۴۰ کشته مسافر هواپیما و قربانیان روی زمین در شهر احمدآباد
- ۲۳ خرداد - آغاز جنگ ایران و اسرائیل

### تیر
- ۱ تیر -حملات ایالات متحده آمریکا به سایت‌های هسته‌ای ایران
- ۲ تیر - حملات ایران به پایگاه هوایی العدید در قطر
- ۳ تیر  - آتش بس جنگ ایران و اسرائیل[۲۲]
- ۲۲ تیر - برگزاری فینال جام جهانی باشگاه‌ها ۲۰۲۵ و پیروزی چلسی بر پاریس سن ژرمن با قضاوت داور ایرانی علیرضا فغانی
- ۳۰ تیر - سقوط جت جنگنده در داکا با ۳۲ کشته از خلبان و قربانیان روی زمین
- ۳۱ تیر _اعتراضات مردم سبزوار برای قطعی آب برق

### مرداد
- ۲ مرداد - سقوط پرواز ۲۳۱۱ هواپیمایی آنگارا با ۴۸ کشته در شرق روسیه
- ۴ مرداد- حمله تروریستی به دادگستری زاهدان [۲۳]
- ۱۲ مرداد - تأسیس شورای دفاع.

### بهمن
- ۱۷ بهمن - المپیک زمستانی ۲۰۲۶ به میزبانی میلان و کورتینا دامپتزو
- ۲۸ بهمن - خورشیدگرفتگی

## درگذشتگان

### فروردین
- ۱ فروردین - پروانه اعتمادی، نقاش (زاده ۱۳۲۶)
- ۶ فروردین - ابوالفضل عابدینی، خبرنگار و زندانی سیاسی (زاده ۱۳۶۱)
- ۱۲ فروردین - فرامرز ظلی، بازیکن فوتبال (زاده ۱۳۲۱)
- ۱۴ فروردین - حسینعلی نیری، قاضی (زاده ۱۳۲۸)
- ۲۰ فروردین - علیرضا ذکاوتی، نویسنده و پژوهشگر (زاده ۱۳۲۲)
- ۲۲ فروردین - اکبر اعتماد، سیاستمدار و مدیر (زاده ۱۳۰۹)
- ۲۷ فروردین - سید محمود حسینی واعظ، نماینده ادوار مجلس (زاده ۱۳۳۱)
- ۳۰ فروردین - سید جعفر حمیدی، شاعر، نویسنده، پژوهشگر، استاد زبان و ادبیات فارسی (زاده  ۱۳۱۵)

### اردیبهشت
- ۱ اردیبهشت - پاپ فرانسیس، رهبر کاتولیک‌های جهان (زاده ۱۹۳۶)
- ۱۰ اردیبهشت
  - منیر طاها، ترانه‌سرا (زاده ۱۳۰۹)
  - بهمن صالح‌نیا، بازیکن و مربی فوتبال (زاده ۱۳۱۷)
- ۱۱ اردیبهشت - علی یخکشی، فعال محیط زیست و نویسنده (زاده ۱۳۱۸)
- ۱۷ اردیبهشت - شیوا ارسطویی، داستان‌نویس، مترجم و شاعر (زاده ۱۳۴۰)
- ۱۸ اردیبهشت
  - عباس خان‌مختاری، بازیگر (زاده ۱۳۲۳)
  - غلامعلی مکتبی، نقاش و تصویرگر (زاده ۱۳۱۳)
- ۲۸ اردیبهشت - ابراهیم رهبر، نویسنده (زاده ۱۳۱۷)

### خرداد
- ۱ خرداد - حسن کامشاد، مترجم و پژوهشگر ادبیات فارسی (زاده ۱۳۰۴)
- ۴ خرداد - سلام امینی، نماینده ادوار مجلس (زاده ۱۳۴۵)
- ۱۱ خرداد - مهین زرین‌پنجه، موسیقی‌دان و آهنگساز (زاده ۱۳۱۶)
- ۱۲ خرداد - بهرام عکاشه، دانشمند و زمین شناس (زاده ۱۳۱۵)
- ۱۸ خرداد - امیر سمواتی، تهیه‌کننده و کارگردان (زاده ۱۳۳۸)
- ۲۰ خرداد - اکبر احمدپور، نماینده ادوار مجلس (زاده ۱۳۳۷)
- ۲۳ خرداد
  - حسین سلامی، فرمانده کل سپاه پاسداران انقلاب اسلامی (زاده ۱۳۳۹)
  - محمد باقری، سرلشکر سپاه پاسداران (زاده ۱۳۳۹)
  - غلامعلی رشید، قرارگاه مرکزی خاتم‌الانبیا (زاده ۱۳۳۲)
  - محمدمهدی طهرانچی، رئیس دانشگاه آزاد اسلامی (زاده ۱۳۴۴)
  - فریدون عباسی، سیاستمدار و مهندس هسته‌ای ایرانی (زاده ۱۳۳۷)
  - امیرعلی حاجی‌زاده، فرمانده نیروی هوافضای سپاه پاسداران انقلاب اسلامی (زاده ۱۳۴۰)
  - سید امیرحسین فقهی، معاون سازمان انرژی اتمی ایران (زاده ۱۳۵۷)
  - عبدالحمید مینوچهر، فیزیک‌دان (زاده ۱۳۴۱)
  - احمدرضا ذوالفقاری، فیزیک‌دان (زاده ۱۳۳۸)
  - اکبر مطلبی‌زاده، فیزیک‌دان (زاده ۱۳۴۲)
  - سعید برجی،  فیزیک‌دان (زاده ۱۳۳۷)
  - منصور عسگری، فیزیک‌دان (زاده ۱۳۳۷)
  - علی باکویی، فیزیک‌دان (زاده ۱۳۵۳)
  - داود شیخیان، فرمانده پدافند هوایی نیروی هوافضای سپاه پاسداران (زاده ۱۳۵۵)
  - مهدی ربانی، معاون عملیات ستاد کل نیروهای مسلح جمهوری اسلامی ایران (زاده ۱۳۴۱)
  - غلامرضا محرابی، معاون اطلاعات ستادکل نیروهای مسلح جمهوری اسلامی ایران (زاده ۱۳۴۰)
  - علی بکایی کریمی، فیزیک‌دان (زاده ؟)
- ۲۵ خرداد
  - محمد کاظمی، رئیس سازمان اطلاعات سپاه پاسداران انقلاب اسلامی (زاده ۱۳۴۰)
  - حسن محقق، جانشین سازمان اطلاعات سپاه پاسداران انقلاب اسلامی (زاده ۱۳۴۲)
- ۳۱ خرداد
  - بهنام شهریاری، فرمانده یگان ۱۹۰ (زاده ۱۳۴۷)
  - محمدسعید ایزدی، از فرماندهان سپاه پاسداران انقلاب اسلامی (زاده ۱۳۴۳)

### تیر
- ۳ تیر - سید محمدرضا صدیقی صابر، فیزیک‌دان (زاده ۱۳۵۳)
- ۴ تیر
  - علی شادمانی، فرمانده قرارگاه مرکزی خاتم‌الانبیا (زاده ۱۳۴۱)
  - مهشید مشیری، فرهنگ‌نویس و مترجم (زاده ۱۳۳۰)
- ۸ تیر - جمال اجلالی، بازیگر سینما و تلویزیون (زاده ۱۳۲۶)
- ۹ تیر - بامداد بیات، آهنگساز و موسیقی‌دان (زاده ۱۳۶۴)
- ۱۱ تیر - مهدی خلیلی، ایرانگرد و مستندساز (زاده ۱۳۳۴)
- ۱۲ تیر - سید محمدباقر حجتی، فقیه و روحانی (زاده ۱۳۱۱)
- ۱۵ تیر - امیر ابوطالب، بازیکن و مربی فوتبال (زاده ۱۳۱۶)
- ۲۱ تیر - عباس انواری، فیزیک‌دان (زاده ۱۳۲۲)
- ۲۳ تیر
  - آزاده خورشیددوست، بازیگر سینما و تلویزیون (زاده ۱۳۳۳)
  - یعقوب صباحی، بازیگر تئاتر و سینما و تلویزیون (زاده ۱۳۴۰)
- ۲۵ تیر - غلامحسین غیب‌پرور، فرمانده نظامی (زاده ۱۳۴۱)
- ۲۷ تیر
  - همایون، بازیگر (زاده ۱۳۱۶)
  - محمدناصر نیکبخت، سیاستمدار و استاندار سابق همدان (زاده ۱۳۲۹)
- ۲۸ تیر - غلامعلی نعیم‌آبادی، سیاستمدار و نماینده مجلس خبرگان (زاده ۱۳۲۳)

### مرداد
- ۱ مرداد - احمد توکلی، سیاستمدار و مدیر و نماینده ادوار مجلس (زاده ۱۳۳۰)
- ۷ مرداد
  - مهران زینت‌بخش، مستندساز (زاده ۱۳۴۷)
  - صالح محمد خلیق، شاعر و نویسنده (زاده ۱۳۳۴)
- ۱۰ مرداد
  - مریم حسینیان، نویسنده (زاده ۱۳۵۴)
  - داریوش مصطفوی، بازیکن و مدیر فوتبال (زاده ۱۳۲۳)
- ۱۴ مرداد - پرویز کوزه‌کنانی، بازیکن فوتبال (زاده ۱۳۰۸)
- ۱۶ مرداد - جاسم دلاوری، بوکسور (زاده ۱۳۶۵)
- ۱۷ مرداد - علی‌اصغر باغانی، نماینده ادوار مجلس (زاده ۱۳۱۳)
- ۱۸ مرداد - محمود فرشچیان، نقاش و تصویرگر (زاده ۱۳۰۸)
- ۲۴ مرداد - همت علی رضایی، سرنا نواز معروف به پدر سرنا نوازی ایران، (زاده ۱۳۰۷)
- ۲۷ مرداد - شهرزاد، بازیگر (زاده ۱۳۲۹)